# Daewoo Lanos
Daewoo Lanos (укр. Деу Ланос) — легковий передньопривідний автомобіль малого класу з варіантами кузова седан, хетчбек, фургон та кабріолет (прототип). 
Уперше був представлений на Женевському автосалоні 1997 року. В Україні складався з 1998 року: спочатку методом великовузлового складання з корейських машинокомплектів на Чорноморському заводі автоагрегатів. На початку 2000 року було розпочато великовузлове збирання з польських машинокомплектів заводу FSO. У 2004 році налагоджено повномасштабне виробництво на Запорізькому автомобілебудівному заводі, яке закінчилось у 2017 році. Бензинові двигуни різних модифікацій  вироблялися на заводах: Кореї, Польщі, Румунії та Мелітопольському моторному заводі в Україні.

## Історія моделі

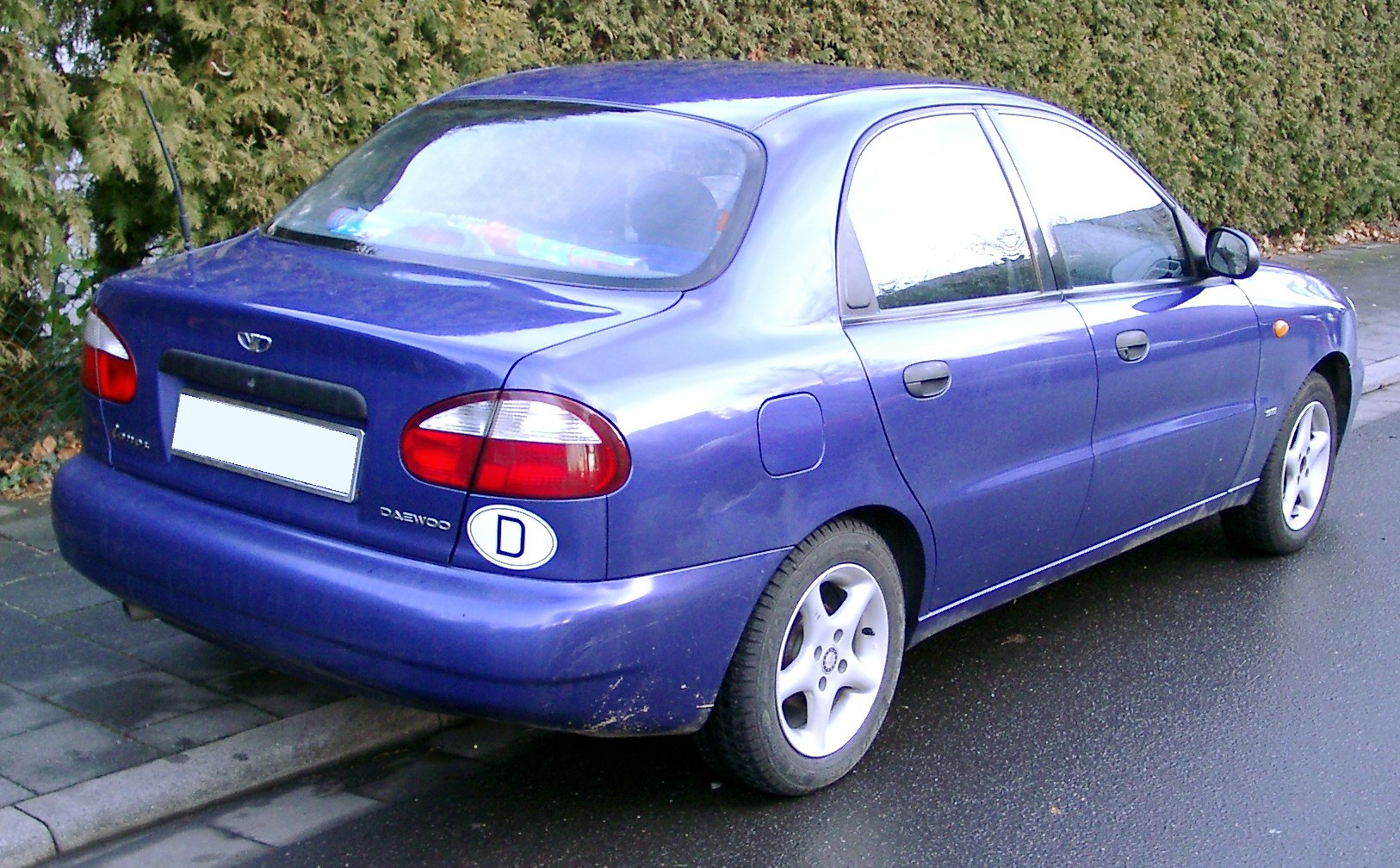
Daewoo Lanos T100 седан (1997—2008)

Daewoo Assol, який на європейському ринку був перейменований на Lanos (заводський індекс кузова T100), був одним із перших самостійних проєктів компанії Daewoo, презентований на Женевському автосалоні у 1997 році як заміна застарілого попередника Daewoo Nexia N100. Автомобіль спроєктовано науково-дослідним центром Daewoo в співпраці з італійськими, німецькими та англійськими інжиніринговими компаніями. Дизайн кузова розробляло відоме італійське ательє ItalDesign під керівництвом Джорджетто Джуджаро. Двигуни та шасі по ліцензії були запозичені в компанії Opel від моделі Kadett. Модернізацією двигунів Opel на замовлення корейської сторони займались фахівці інжинірингового підрозділу Porsche. Ходову частину від моделі Kadett тестували та допрацьовували на полігоні технічного центру у Вортінзі (Велика Британія). Lanos було спроєктовано й запущено у виробництво через 30 місяців. Коштував він компанії 420 млн доларів. Виробництво розпочали в Південній Кореї у 1997 році. Модель мала три варіанти виконання кузова: 3-дверний хетчбек, 5-дверний хетчбек і седан. Автомобіль був обладнаний двигунами робочим об'ємом від 1,35, 1,5, 1,6 л, потужністю від 75 до 106 к. с. Також створено обмежену партію Lanos Cabrio у кузові кабріолет, яка виготовлялася з 1997 по 2002 рік.
Спочатку Daewoo Lanos випускався тільки в Кореї. Проте вже в 1998 році почалося його великовузлове складання в Польщі на варшавському заводі Fabryka Samochodów Osobowych .
З 1998 року великовузлове складання Lanos налагодили в Україні (в Чорноморську) на СП «АвтоЗАЗ-Деу». У тому році Daewoo Lanos під ім'ям Doninvest Assol стали збирати в Росії з корейських машинокомплектів (1998—1999 роки — в Таганрозі, та 1999—2000 — у Ростові). Збирання було згорнуто через низький попит.
У квітні 1999 року з'явилася оновлена модель — Daewoo Lanos II (заводський індекс кузова T150), що відрізняється оновленим облицюванням передньої частини, зміненим переднім бампером, новими сидіннями, іншими задніми ліхтарями, покращену задню частину під європейські вимоги, посиленою безпекою та змінами в комплектації. 
У 1999 році в Польщі почалося повномасштабне виробництво Daewoo Lanos, і вже у 2000 році машинокомплекти для складання цієї моделі в Україні стали надходити з заводу FSO.

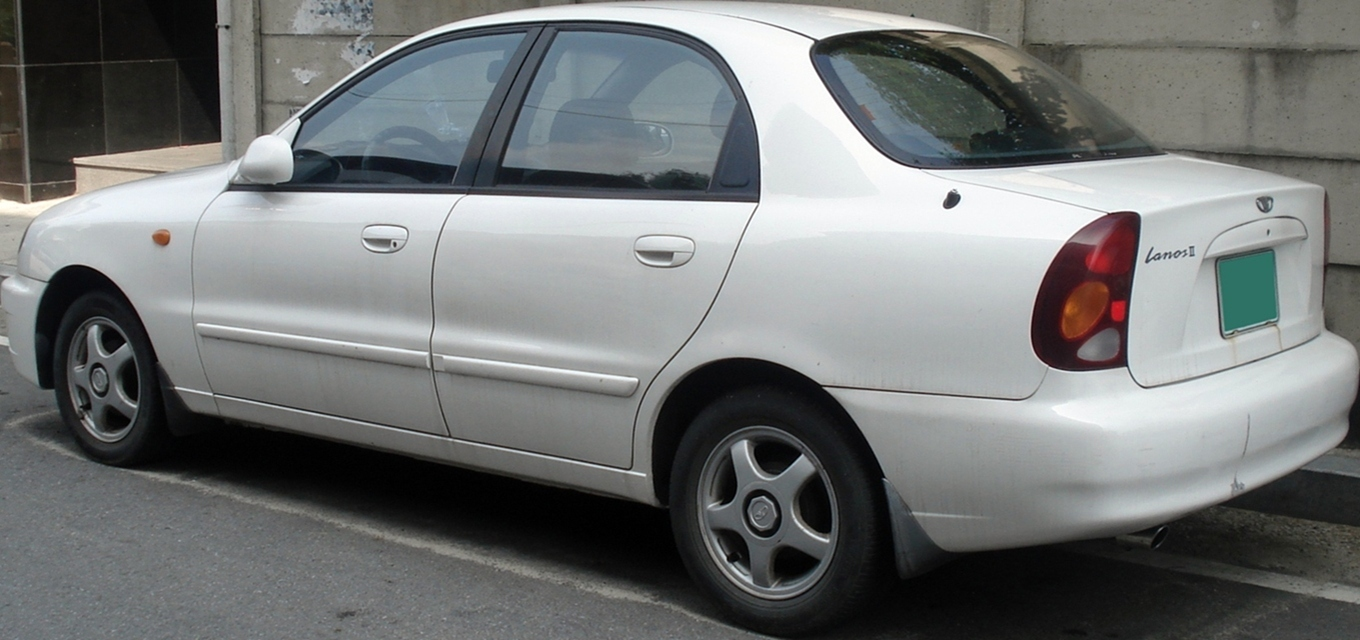
Daewoo Lanos T150 седан (1999—2018)

30 квітня 2002 року General Motors заплатила 251 млн доларів за 42,1 відсотка акцій підприємства Daewoo. У жовтні 2002 року було створено компанію General Motors Daewoo Auto & Technology (GM DAT, GM Daewoo).
У 2002 році припинено випуск Daewoo Lanos у Кореї,  на його місце прийшов Chevrolet Aveo Т200. 
У 2003 році компанія «Укравто» підписала угоду з GM Daewoo про створення на Запорізькому автозаводі повномасштабного виробництва моделей ЗАЗ Lanos Т150, що включала не тільки зварювання, фарбування і складання, а й штампування кузова. З грудня 2004 року Daewoo  під назвою ЗАЗ Lanos T150 вироблявся в Запоріжжі з комплектуючих, що надходили з Кореї та Румунії (остання поставляла двигуни).
У 2004 році в Польщі припинено виробництво Lanos у версії з 3-дверним кузовом хетчбек.
У кінці 2008 року в Польщі припинили виробництво моделі FSO Lanos всіх модифікацій. З вересня 2008 року Daewoo Lanos став суто українським за всіма виробничими ознаками локалізації: на ЗАЗі штампували, зварювали та фарбували кузови. Автомобіль комплектувався також двигуном 1,4 Мелітопольського моторного заводу. З 2008 року автомобіль продавався під назвою ЗАЗ Lanos.
Того ж року Запорізький автозавод розпочав постачання машинокомплектів Lanos до Єгипту, де на місцевому заводі GM Egypt здійснюється великовузлове складання Chevrolet Lanos T150.   
Наприкінці грудня 2011 року в Україні з'явилися перші екземпляри ЗАЗ Lanos із автоматичною коробкою передач. Зовні автомобіль абсолютно не змінився. Пізнати його можна лише за шильдіком «1,4 SX». Що стосується змін, то автомобіль оснащений новим 1,4-літровим 16-клапанним силовим агрегатом ECOTech F14D4 від General Motors. Цей двигун успішно використовується в таких автомобілях як Chevrolet Aveo та Opel Astra. Фахівці ЗАЗ поліпшили двигун із урахуванням місцевих особливостей: допрацювали механізм регулювання фаз газорозподілу на впускному і випускному розподільчому валах, підняли ступінь стиснення з 9,5 до 10,5 одиниць, оптимізували роботу електронного приводу дросельної заслінки. У результаті двигун може працювати на бензині марки АІ-92, а витрата палива на 100 км зменшилась до 7,9 л в міському циклі.
Крім того, автомобіль отримав 4-ступінчасту гідротрансформаторну автоматичну коробку передач виробництва японської компанії Aisin. КПП має шість режимів роботи: паркінг, нейтраль, задня передача, режим 1 (використовується тільки перша передача), режим 2 (використовується перша і друга передачі), режим D4 (використовується весь діапазон передач). Щоб колеса не буксували при рушанні автомобіля на льоду, коробку передач оснастили кнопкою Hold. Також в автомобілі з'явилася можливість обігрівати передні сидіння й бічні дзеркала заднього виду. Цей автомобіль став першим «Ланосом» українського виробництва, оснащений АКПП, а також електрообігрівачем передніх сидінь і бічних дзеркал.
29 листопада 2017 року власник компанії «Укравто» Таріел Васадзе повідомив, що ЗАЗ припинить виробництво «Ланоса», який обіймав раніше перше місце по продажах, і став «народним авто».

## Модифікації та регіональні особливості
Автомобіль виготовляється з кузовами хетчбек і седан, має кілька модифікацій: S, SE і SX. Базова комплектація S має бампери в колір кузова, повнорозмірне запасне колесо, розкладні задні сидіння в пропорції 60/40, дистанційне відчинення багажника і паливного бака (з салону), обігрів заднього скла, аудіопідготовку (динаміки, антену й увесь необхідний провід), індикатор паска безпеки водія, оббивку з тканини Laid, систему випуску відпрацьованих газів, що відповідає нормам Euro-3. У комплектації SE додається підсилювач керма, передні електросклопідйомники, фронтальна подушка безпеки з боку водія. На версію SX встановлюються передні протитуманні фари, кондиціонер, центральний замок і АКПП.
На базі 3-дверного хетчбека випускалася модифікація Sport, що відрізнялася додатковими деталями обвісу, елементами салону зі шкіри, червоно-чорними шкіряними сидіннями (експортні варіанти), двома AIRBAG, 14-дюймовими литими дисками, задніми ліхтарями й найпотужнішим в лінійці 1,6-літровим 16-клапанним двигуном, а також, здебільшого, комплектувалася АКПП.
У В'єтнамі базовою версією є Lanos з двигуном 1,4 л (75 к. с.). Для українського ринку Lanos оснащують двигунами 1,5 л (86 к. с.) і 1,6 л (106 к. с.). Модель з двигуном МЕМЗ-307 об'ємом 1,3 л (70 к. с.) з'явилася на ринку України з ім'ям L-1300, зараз випускається під брендом ЗАЗ Sens. Для СНД Lanos комплектують мотором об'ємом 1,5 л (86 к. с.). Машини з мотором 1,3 л (70 к. с.) в СНД офіційно не поставляються. З 2007 року на авто почали встановлювати двигуни об'ємом 1,4 л (77 к. с.) МЕМЗ-317. З усіх моделей двигунів, тільки двигуни з об'ємом 1,6 л є 16-клапанними.
З входженням Daewoo в концерн General Motors, автомобіль також почали продавати під маркою Chevrolet. До Росії автомобілі офіційно постачаються з 2005 року під назвою Chevrolet Lanos лише з кузовом седан і двигуном 1,5 л. Улітку 2009 року в Росії розпочався продаж під новою маркою ЗАЗ Chance з різними варіантами кузова.
Наприкінці травня 2007 року на українському автосалоні SIA 2007 Запорізький автозавод показав концептуальний автомобіль ZAZ Lanos M, який планували запустити у виробництво на зміну теперішньому ZAZ Lanos у кінці 2009 року.
12 вересня 2008 року на «Столичному автошоу» в Києві Запорізький автозавод представив експериментальний ЗАЗ Lanos з китайським двигуном Chery 1,5 л.
Двигун Chery розвиває 106 к.с. при 6000 об/хв і має крутний момент 140 Нм при 4500 об/хв. З ним Lanos досягає максимальної швидкості 180 км/год і розганяється до 100 км/год за 13,3 с. Китайський двигун відповідає Євро-3 і має можливість модернізації. Новий двигун вдалося досить компактно розмістити в моторному відсіку Lanos і зістикувати з агрегатною базою автомобіля. Китайський двигун — запасний варіант, у разі, якщо румунське підприємство (нещодавно перейшло під контроль Ford) зважиться зняти з виробництва старий двигун Daewoo.

## Будова автомобіля

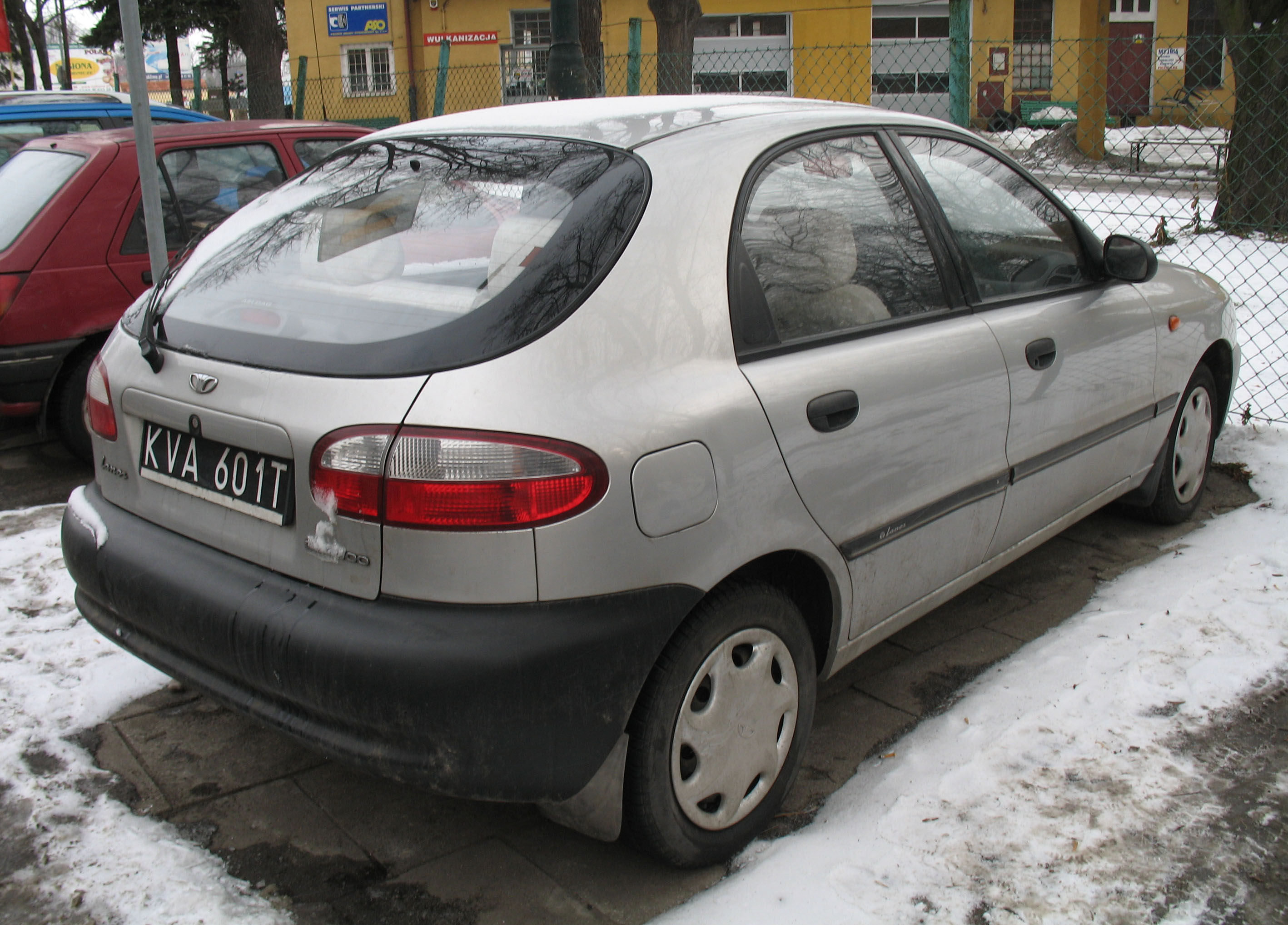
Daewoo Lanos T100 5-дв. хетчбек польського складання з непофарбованими бамперами

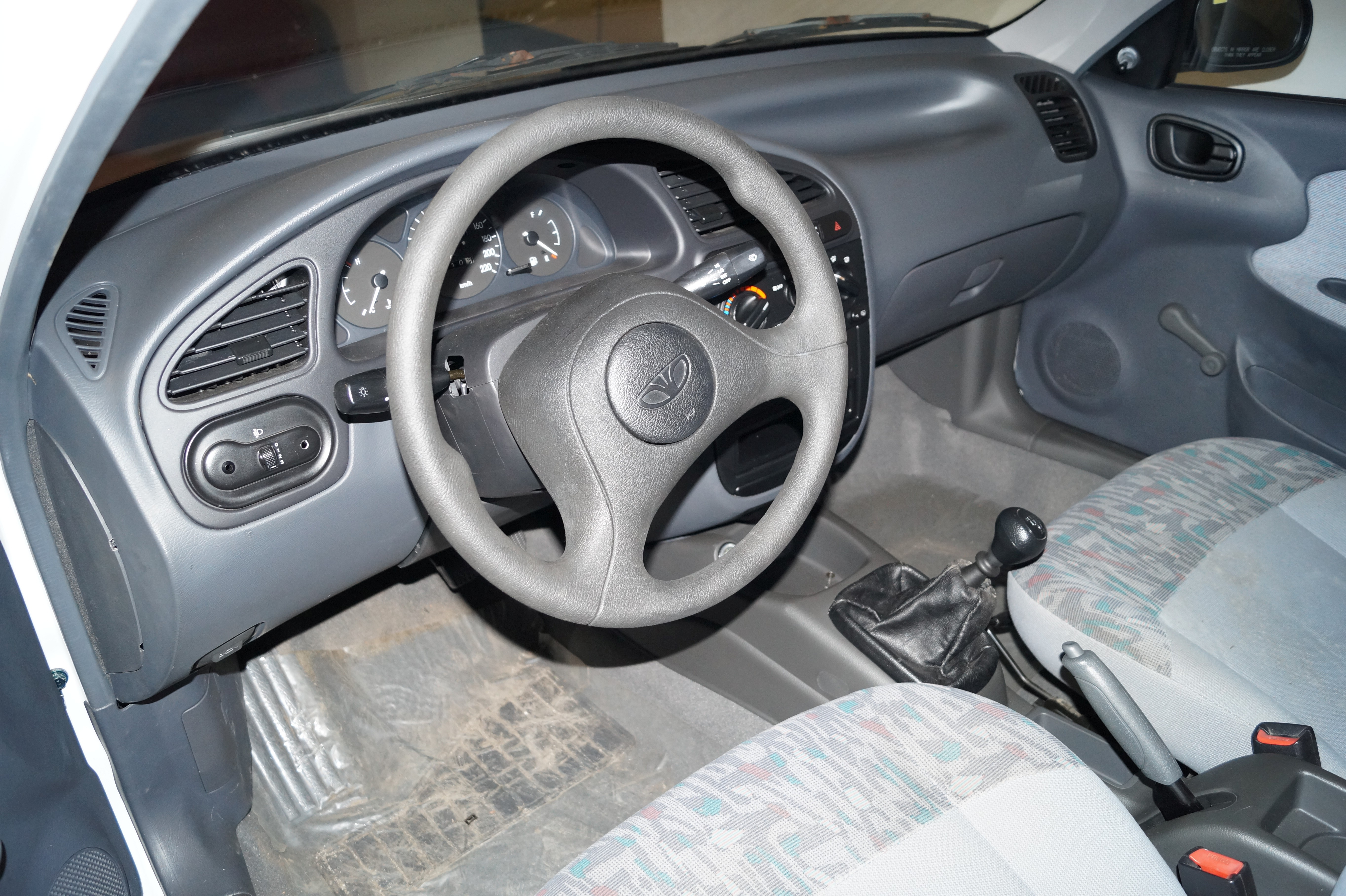
Салон

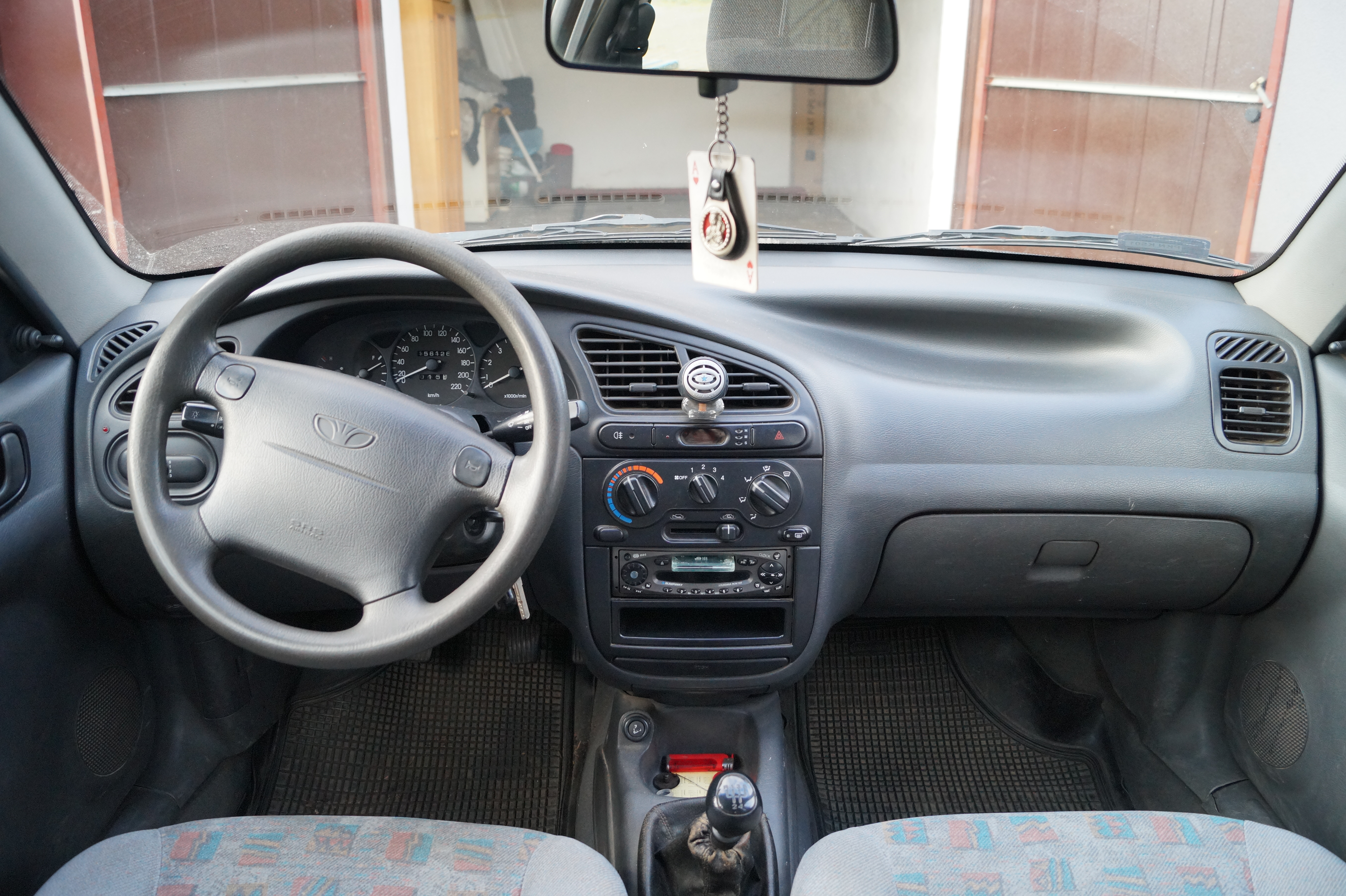
Салон з подушкою безпеки

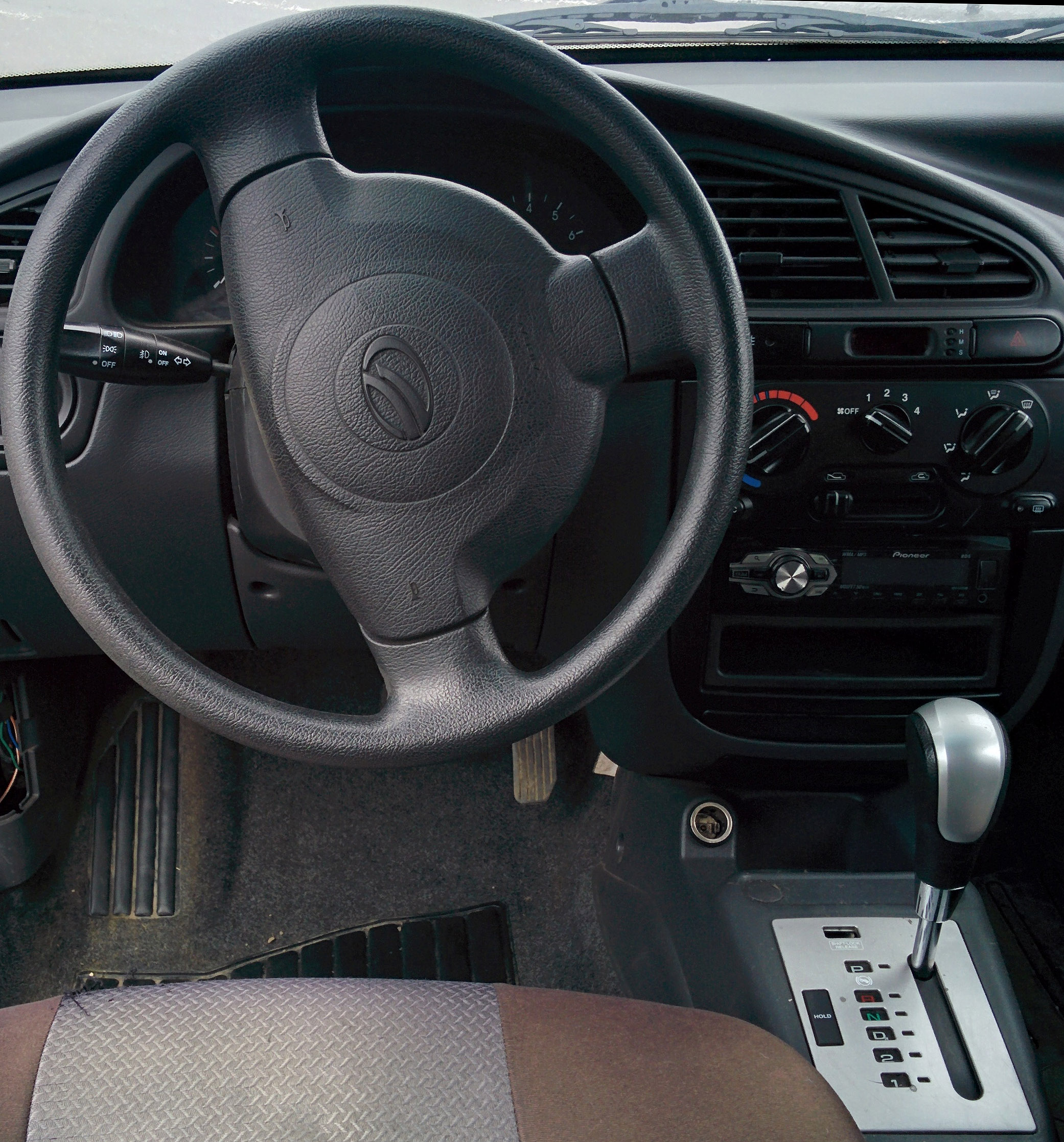
Салон з автоматичною КПП

### Кузов
Кузов Daewoo Lanos закритий, суцільнометалевий, несучого типу, у трьох виконаннях: 4-дверний седан, 3-дверний і 5-дверний хетчбеки. Передній та задній бампери пластмасові, пофарбовані у колір кузова, але були версії з непофарбованими бамперами. Довжина автомобіля складає: седан — 4237 мм, хетчбек — 4074 мм, ширина — 1678 мм, висота — 1432 мм; колісна база — 2520 мм. Маса спорядженого автомобіля становить 1080—1218 кг. Об'єм паливного бака 48 л.

### Двигуни
В Україні найпоширеніші Daewoo Lanos з 1,5-літровими 8-клапанними двигунами (86 к. с.), рідше зустрічаються 1,6-літрові «16-клапанники» (106 к. с.). Двигуни об'ємом 1,4 л (75 к. с.) і 1,5 л з 16-клапанною 2-вальною головкою блоку циліндрів (100 к. с.) призначалися для інших ринків і в Україні практично не зустрічаються.
Всі двигуни Lanos — поперечні 4-циліндрові рядні з системою розподіленого електронного впорскування. Вони аналогічні «опелівським» двигунам, що застосовувалися ще на Kadett E та Ascona C. Їх «мінус» — підвищена витрата палива в міському циклі.
В травні 2011 року на автомобілі Daewoo Lanos почали встановлювати нові 16-клапанні двигуни від новинки ЗАЗ Forza. Ці двигуни потужніші (109 к. с. проти 86 к. с.), мають вищий крутний момент, але при цьому витрачають менше палива, і відповідають нормам Євро-4.
У міру того, як ЗАЗ використає всі наявні запаси двигунів Daewoo, завод почне випускати Lanos тільки з новими двигунами.
На автомобілі ЗАЗ Sens встановлюють поперечні 4-циліндрові 8-клапанні двигуни Мелітопольського моторного заводу: карбюраторні 1,3 л, інжекторні об'ємом 1,3 л і 1,4 л.
| Бензинові   |                |          |                  |             |                         |                          |                                   |                              |                       |              |
| Індекс      | Модель двигуна | Об'єм    | Система живлення | Клапани/ГРМ | Потужність при об/хв    | Крутний момент при об/хв | Розгін від 0 до 100 км/год секунд | Максимальна швидкість км/год | Витрата пального (EU) | Роки випуску |
| Дивигуни Р4 |                |          |                  |             |                         |                          |                                   |                              |                       |              |
| 1,3         | МЕМЗ 301       | 1299 см³ | карбюратор       | 8/SOHC      | 63 к. с. (46 кВт)/5400  | 101 Нм/3000—3500         | 18,6                              | 153                          | ?                     | 2000—2001    |
| 1,3i        | МЕМЗ 307       | 1299 см³ | інжектор         | 8/SOHC      | 70 к. с. (51 кВт)/5400  | 108 Нм/3000—3500         | 17,0                              | 160                          | 5,5/7,2/8,9           | з 2001       |
| 1,4i        | МЕМЗ 317       | 1386 см³ | інжектор         | 8/SOHC      | 77 к. с. (56 кВт)/5800  | 113 Нм/3000—3300         | 16,0                              | 162                          | 6,1/8,0/9,0           | 07/2007—2009 |
| 1,4i        | A13SMS         | 1349 см³ | інжектор         | 8/SOHC      | 75 к. с. (55 кВт)/5400  | 115 Нм/3400              | 15,0                              | 166                          | 5,5/7,2/8,0           | 1997—2008    |
| 1,4i АТ     | F14D4          | 1399 см³ | інжектор         | 16/SOHC     | 101 к. с. (75 кВт)/5400 | 115 Нм/3400              | 12,3                              | 170                          | 5,1/6,4/8,6           | з 2011       |
| 1,5i        | A15SMS         | 1498 см³ | інжектор         | 8/SOHC      | 86 к. с. (63 кВт)/5800  | 130 Нм/3400              | 12,5                              | 172                          | 5,2/6,7/10,4          | з 1997       |
| 1,5i 16V    | A15DMS         | 1498 см³ | інжектор         | 16/DOHC     | 100 к. с. (74 кВт)/5800 | 131 Нм/3400              | 11,8                              | 176                          | ?                     | 1999—2004    |
| 1,5i 16V    | Acteco-SQR477F | 1497 см³ | інжектор         | 16/SOHC     | 109 к.с. (80 кВт)/6000  | 140 Нм/3000              | 12,5                              | 160                          | 5,8/7,2/9,7           | з 2011       |
| 1,6i 16V    | A16DMS         | 1598 см³ | інжектор         | 16/DOHC     | 106 к. с. (78 кВт)/6000 | 145 Нм/3400              | 11,5                              | 180                          | 5,6/7,4/10,2          | з 1997       |
| 1.          |                |          |                  |             |                         |                          |                                   |                              |                       |              |

### Шасі

#### Трансмісія
Трансмісію автомобілів виконано за передньопривідною схемою з приводами передніх коліс різної довжини. Автомобілі оснащено механічною 5-ступінчастою коробкою передач. Певний час пропонувалася автоматична 4-ступінчаста КПП, але зараз її знято з виробництва. У 2011 році на автомобіль почали встановлювати нові 4-ступінчасті автоматичні коробки виробництва General Motors.

#### Ходова частина
Передня підвіска незалежна, важільно-пружинна типу Макферсон, з гідравлічними телескопічними амортизаторними стійками, витими пружинами, нижніми поперечними важелями й несучим стабілізатором поперечної стійкості.
Задня підвіска напівнезалежна, важільно-пружинна з гідравлічними амортизаторами й поздовжніми важелями, шарнірно закріпленими на кузові автомобіля і пов'язаними між собою поперечною балкою U-подібного перетину. Подовжні важелі з'єднані з кузовом сайлентблоками. Пружини підвіски змінної жорсткості (бочкоподібні). Верхні та нижні кінці пружин спираються на пружні гумові прокладки. У балці підвіски встановлений стабілізатор поперечної стійкості торсіонного типу.

#### Рульове керування
Рульове керування травмобезпечне, із рульовим механізмом типу шестерня-рейка, на частину автомобілів установлюють гідравлічний підсилювач. У маточині рульового колеса залежно від комплектації може бути встановлено фронтальну надувну подушку безпеки. Рульовий привод складається з двох рульових тяг, з'єднаних кульовими шарнірами з поворотними важелями телескопічних стійок передньої підвіски.

#### Гальмівна система
Автомобілі Daewoo Lanos обладнані робочою, запасною (аварійною) та стоянковою гальмівними системами. Перша, оснащена гідравлічним приводом, забезпечує гальмування при русі автомобіля, друга загальмовує автомобіль на стоянці. Робоча система двоконтурна, з діагональним з'єднанням гальмівних механізмів передніх і задніх коліс. Один контур гідропривода забезпечує роботу правого переднього і лівого заднього гальмівних механізмів, інший — лівого переднього і правого заднього.
За відмови одного з контурів робочої гальмівної системи гальмування здійснюється іншим контуром, який забезпечує зупинку автомобіля з ефективністю, достатньою для запасної (аварійної) гальмівної системи.
Гальмівні механізми передніх коліс дискові, із плаваючою скобою, задніх — барабанні, із пристроєм автоматичного регулювання зазорів між гальмовими колодками та барабанами. Робоча гальмівна система оснащена вакуумним підсилювачем і регуляторами гальмівних сил у гідроприводі.
Стоянкова гальмівна система має тросовий привод на гальмівні механізми задніх коліс.

### Електрообладнання
На автомобілі застосовують електрообладнання постійного струму номінальною напругою 12 В. Електрообладнання автомобіля виконано за однопровідною схемою: негативний полюс джерела живлення з'єднано із масою, яка виконує функцію другого провідника струму. Своєю чергою, роль маси виконує кузов автомобіля. Живлення споживачів здійснюється від акумуляторної батареї (при непрацюючому двигуні) і генератора (при працюючому двигуні). Акумуляторна батарея типу 6СТ-55А ємністю 55 ампер-годин.

### Безпека
| Результати Краш-тесту                 |          |
| Зірки згідно з Euro NCAP з Краш-тесту |          |
| Безпека пасажирів                     | 17 балів |
| Безпека дітей                         | 15 балів |

За результатами краш-тесту, проведеного у 1998 році за методикою Euro NCAP, Daewoo Lanos Т100 з кузовом хетчбек отримав неповних три зірки за безпеку, що є дуже непоганим результатом, порівняно з автомобілями інших виробників того часу. При цьому, за захист пасажирів він отримав 17 балів, а за захист дітей 15 балів.
За результатами краш-тесту, проведеного у 2006 році редакцією газети Авторевю за методикою ARCAP, Chevrolet Lanos Т150 з кузовом седан українського виробництва, оснащений подушкою безпеки водія, набрав 8,1 бала з 16 можливих за фронтальний удар і отримав дві зірки з чотирьох можливих за безпеку, що також є непоганим результатом, зокрема в порівнянні з іншими автомобілями виробництва країн СНД та Китаю.

## Daewoo L-1300/Daewoo Sens/ЗАЗ Sens

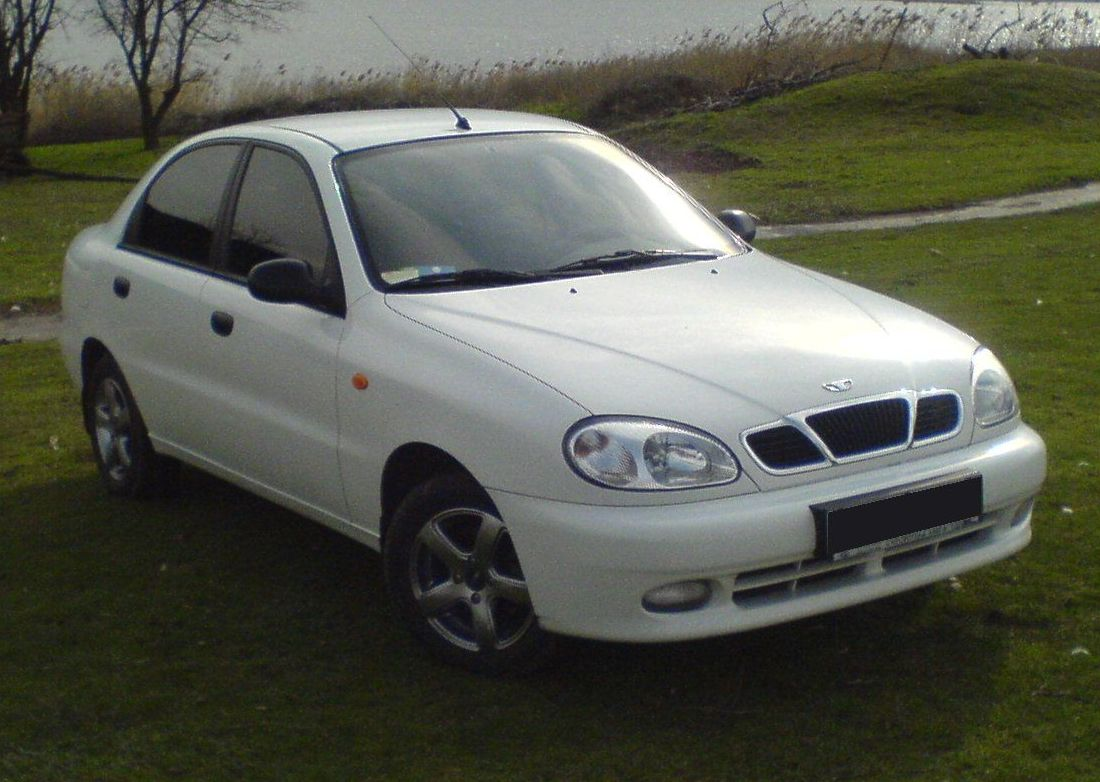
Daewoo Sens T100 (з 2002)

У 2000 році СП «АвтоЗАЗ-Деу» представило модель Lanos із двигуном і коробкою передач українського виробництва. Новий автомобіль, одержав позначення Daewoo L-1300. Його було розроблено спільно українськими та корейськими фахівцями. Силовий агрегат Мелітопольського моторного заводу МЕМЗ 301 об'ємом 1,3 л оснащувався карбюратором Solex і розвиває 63 к. с. при 5500 об/хв. Машину оснащено 5-ступінчатою механічною коробкою передач українського виробництва. Модель пропонувалася з найпопулярнішим кузовом седан.
У 2001 році автомобіль отримує новий двигун інжекторний МЕМЗ 307 об'ємом 1,3 л потужністю 70 к. с. при 5500 об/хв.
У 2002 році за результатами конкурсу «Подаруй машині ім'я», який проходив з 17 вересня 2001 року по 28 лютого 2002 року, а остаточний варіант оголосили на автосалоні SIA'2002, автомобіль отримав нове ім'я Daewoo Sens, замість цифрового позначення L-1300.
У 2008 році автомобіль отримав назву ZAZ Sens і, замість двигуна МЕМЗ 307, новий мелітопольський інжекторний двигун МЕМЗ 317 об'ємом 1,4 л потужністю 77 к. с. із корейською 5-ступеневою коробкою передач від Lanos.

## FSO Lanos/FSO Lanos Plus

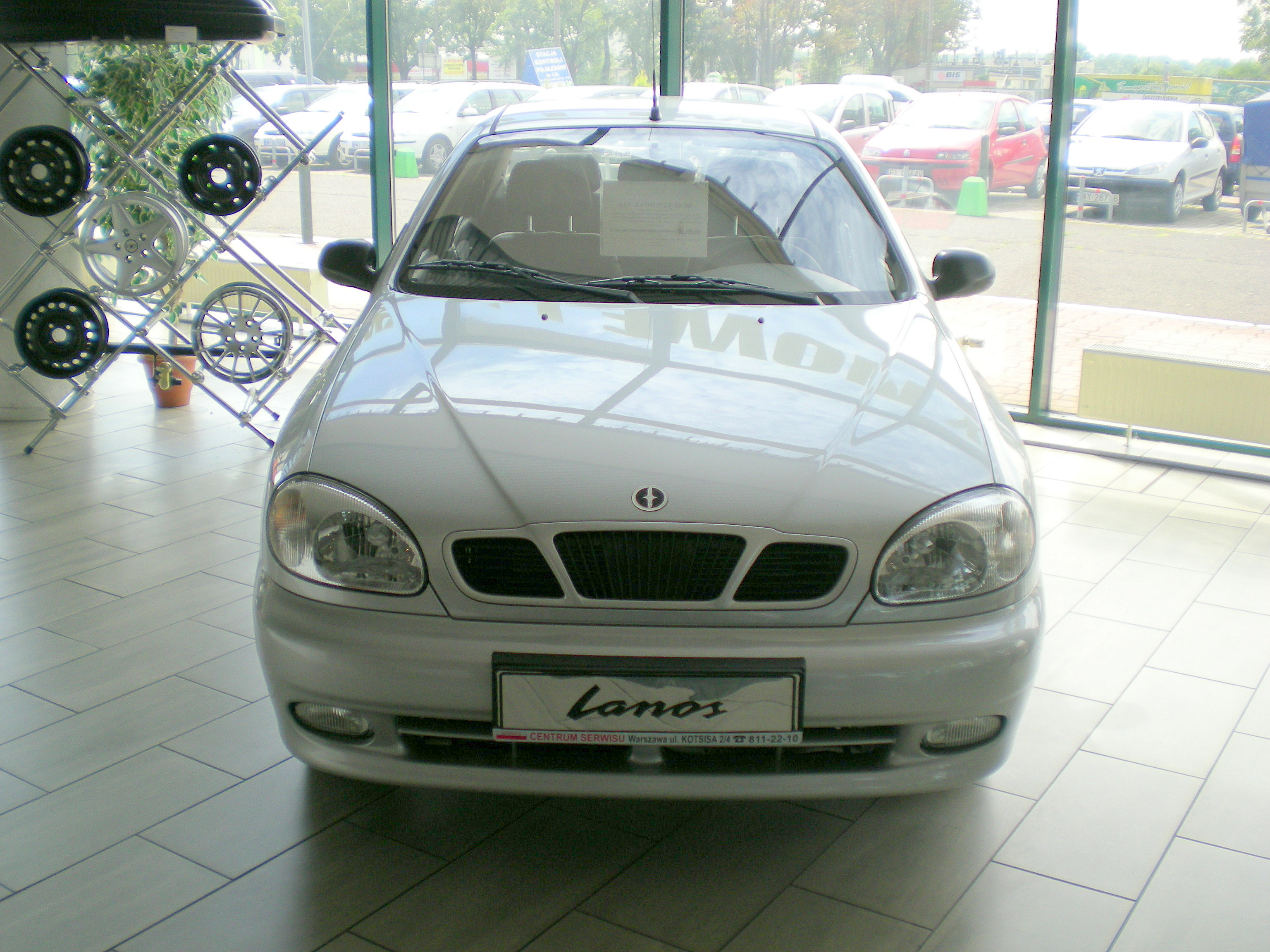
FSO Lanos Plus T100 (2007—2008)

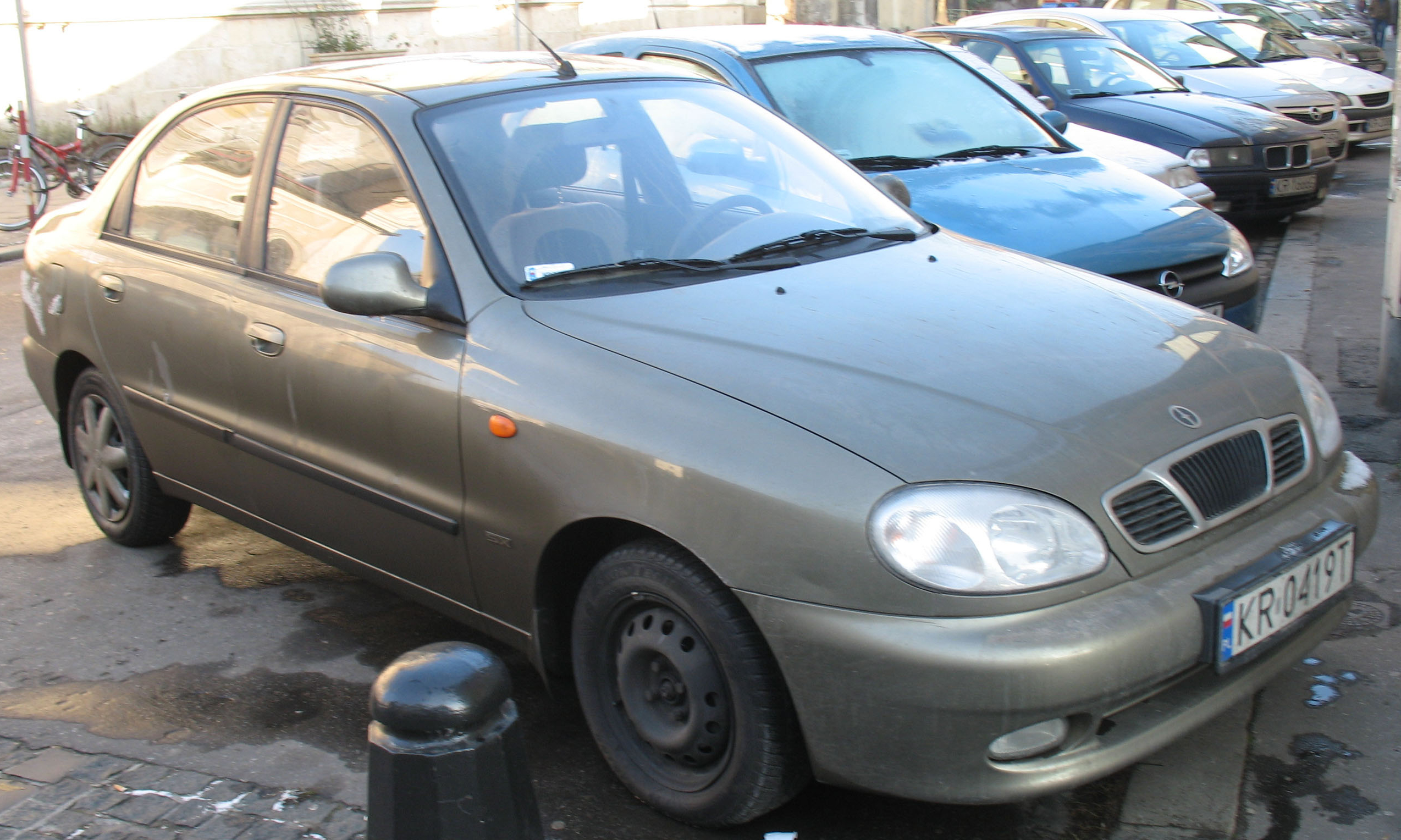
FSO Lanos T100 (2004—2008)

Вузлове складання Daewoo Lanos в Польщі почалося в вересні 1997 року, через рік стартувало повномасштабне виробництво.
У 2004 році керівництво FSO та Daewoo ухвалило рішення про заміну назви моделі для польського ринку на FSO Lanos. Перші моделі з новою назвою надійшли в автосалони в жовтні 2004 року. Автомобілі комплектувались двигунами 1,4 л 8V і 1,6 л 16V румунського виробництва та 1,5 л 16V корейського. У 2005 році на автомобіль перестали встановлювати двигуни 1,5 л 16V через економічну недоцільність імпортувати їх з Кореї.
У квітні 2007 року, на польському ринку представлений FSO Lanos Plus, який був привабливою, добре обладнаною версією автомобіля. З середини 2008 року на польському ринку пропонуються тільки Lanos Plus. Виробництво моделі припинили 3 жовтня 2008 року, з цього моменту автомобіль виготовляється тільки в Україні.

## Doninvest Assol
12 вересня 1998 року відкрився Таганрозький автомобільний завод, який почав виробляти корейські автомобілі Daewoo Lanos, Nubira і Leganza під назвою Донінвест Ассоль (Doninvest Assol (англ.)), Оріон (Orion (англ.)) і Кондор (Kondor (англ.)) відповідно. Автомобілі Донінвест Ассоль являли собою модель Daewoo Lanos T100 седан з корейськими двигунами 1,5 л 86 к. с. і 1,6 л V16 106 к. с. з 5-ступінчатою МКПП або 4-ступінчатою АКПП.
У 2000 році ТагАЗ припинив виробництво автомобілів Донінвест Ассоль, Оріон і Кондор через те, що компанія Daewoo не змогла налагодити стабільне постачання комплектуючих.

## Chevrolet Lanos/ЗАЗ Chance

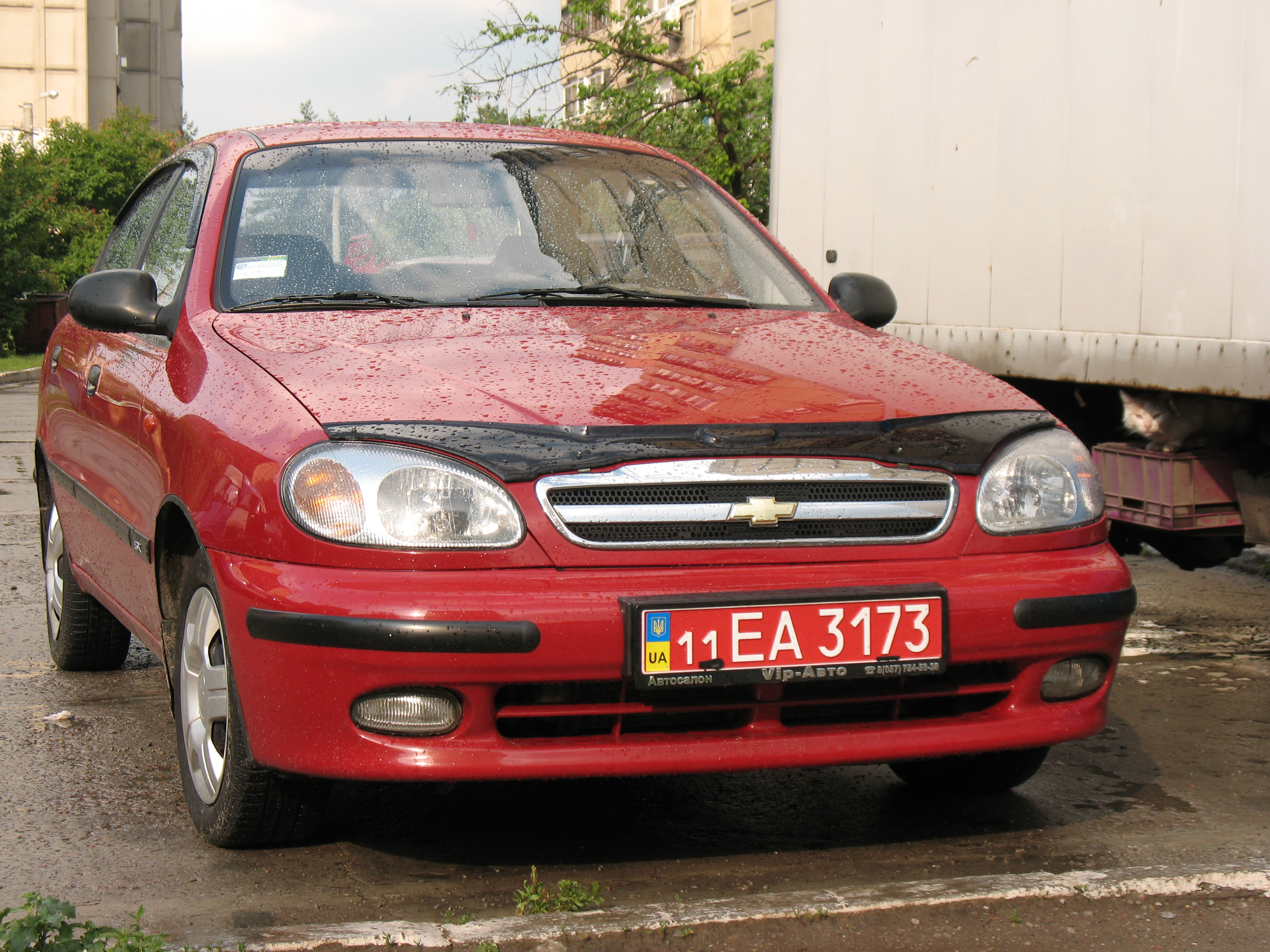
Chevrolet Lanos (T150) (2005—2009)

У 2005 році розпочато виробництво седанів Lanos на ЗАТ «ЗАЗ» для російського ринку. Відповідно до укладених у 2005 році контрактів ЗАТ «ЗАЗ» з GM-DAT СНД, за п'ять років до РФ поставлено 171 793 автомобілів Lanos під брендом Chevrolet. Термін дії контракту закінчився 30 червня 2009 року. До Росії Chevrolet Lanos поставлявся виключно з кузовом седан із 1,5 л двигуном потужністю 86 к. с. і механічною КПП.
З 1 липня 2009 року в Російську федерацію поставляється Lanos через дистриб'юторську компанію «КВІНГРУП» під брендом ЗАЗ і новою торговою маркою Chance. Автомобілі ЗАЗ Chance поставляються з кузовами седан і 5-дверний хетчбек, який раніше в Росію не поставлявся. Автомобілі комплектують двигунами 1,3 л (70 к. с.) і 1,5 л (86 к. с.) з 5-ступінчатими механічними коробками передач в різних модифікаціях.

## ЗАЗ Lanos Pick-up

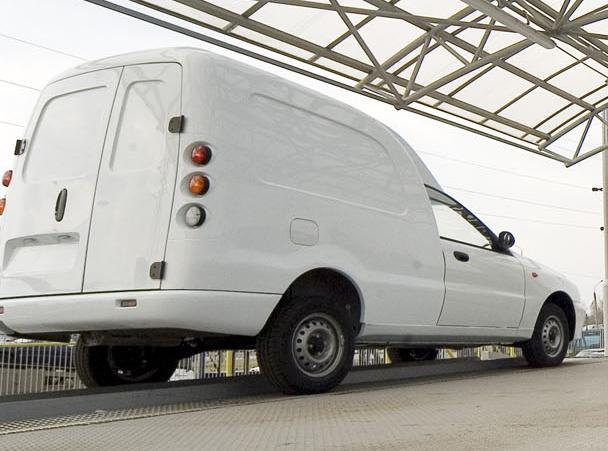
ZAZ Lanos Pick-up (базується на базі ZAZ Lanos T150) (з 2005)

У 2005 році представлено фургон Запорізького автомобілебудівного заводу ZAZ Lanos Pick-up з оригінальною конструкцією кузова, що складається з передка (до середніх стійок) і половини базового автомобіля Lanos, трубчастих підсилювачів панелей і склопластикового верху, що закриває воєдино всю конструкцію автомобіля. Автомобіль оснащений двома типами двигунів робочим об'ємом 1,3 л (МЕМЗ) і 1,5 л (Ланос) і посиленою задньою підвіскою. Вантажний відсік відокремлений від пасажирського приміщення жорсткою перегородкою.
На «Столичному Автошоу 2010» восени 2010 року в Києві вперше представлена нова розробка Запорізького автозаводу — ZAZ Lanos Pick-up Electro. Lanos-Електро оснащено італійським електродвигуном 15 кВт і 8-ма акумуляторами, які забезпечують пробіг до зарядки орієнтовно 100 км.

## Галерея

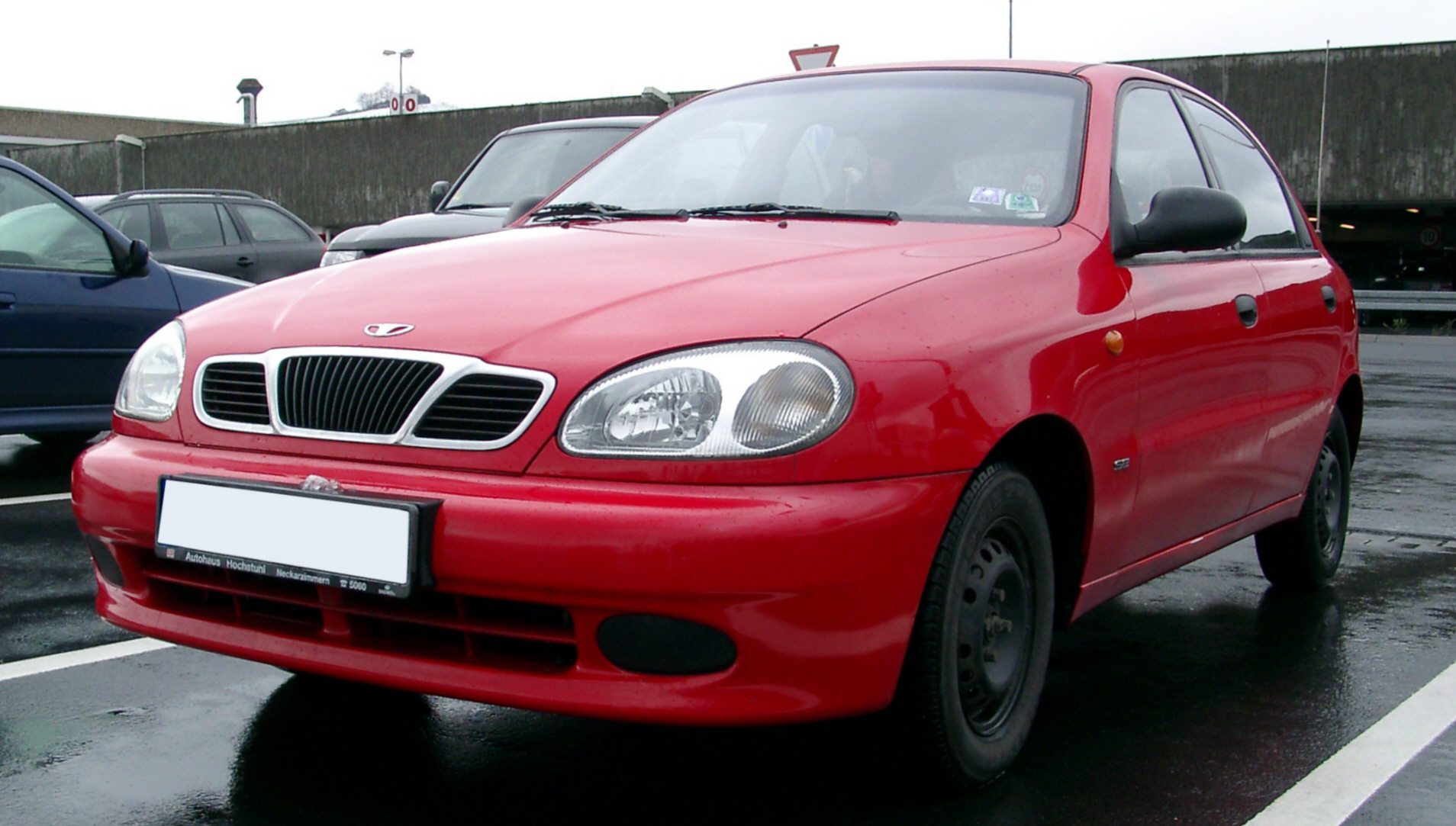
Daewoo Lanos T100 5-дв. хетчбек (1997—2000)
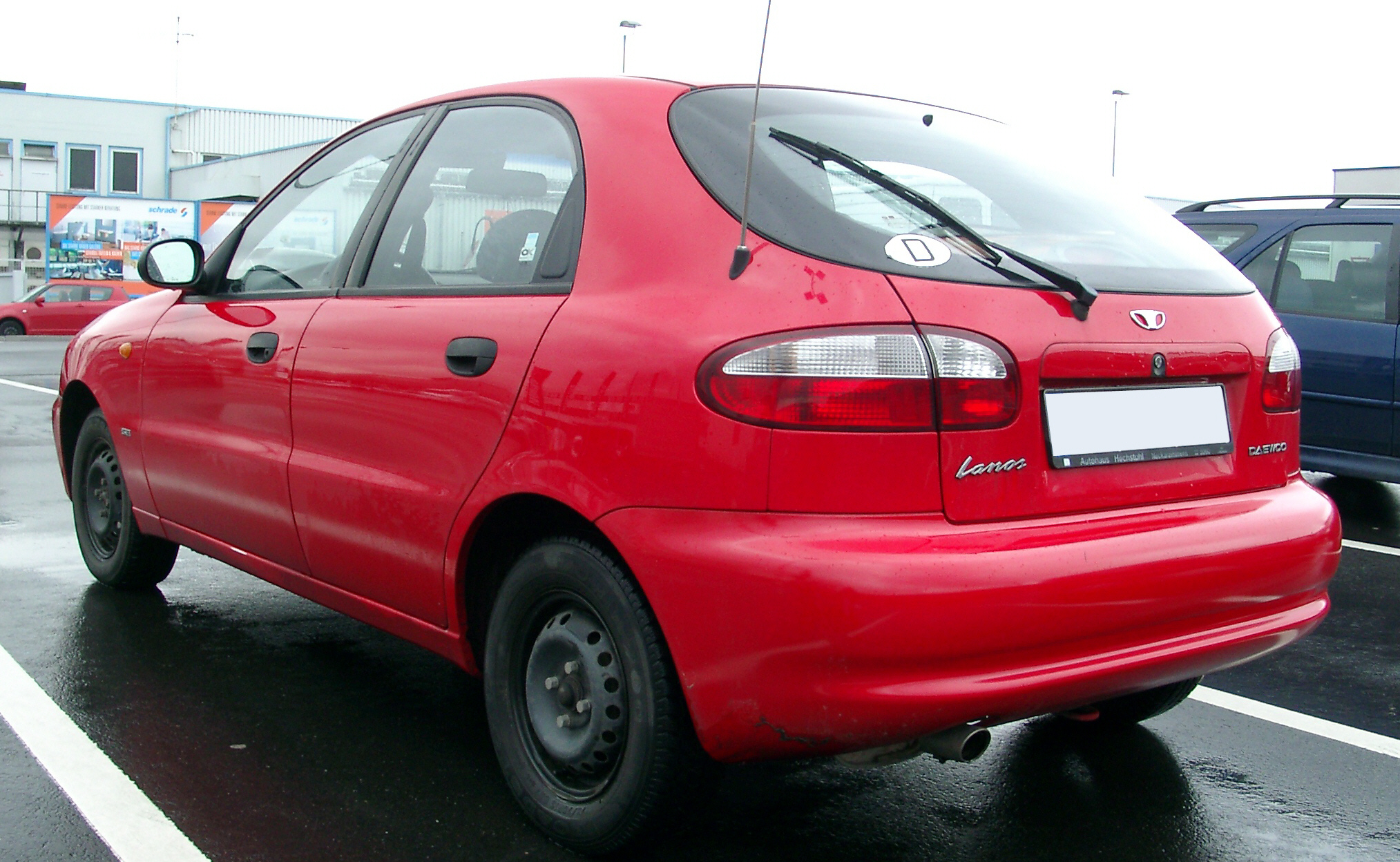
Daewoo Lanos T100 5-дв. хетчбек (1997—2000)
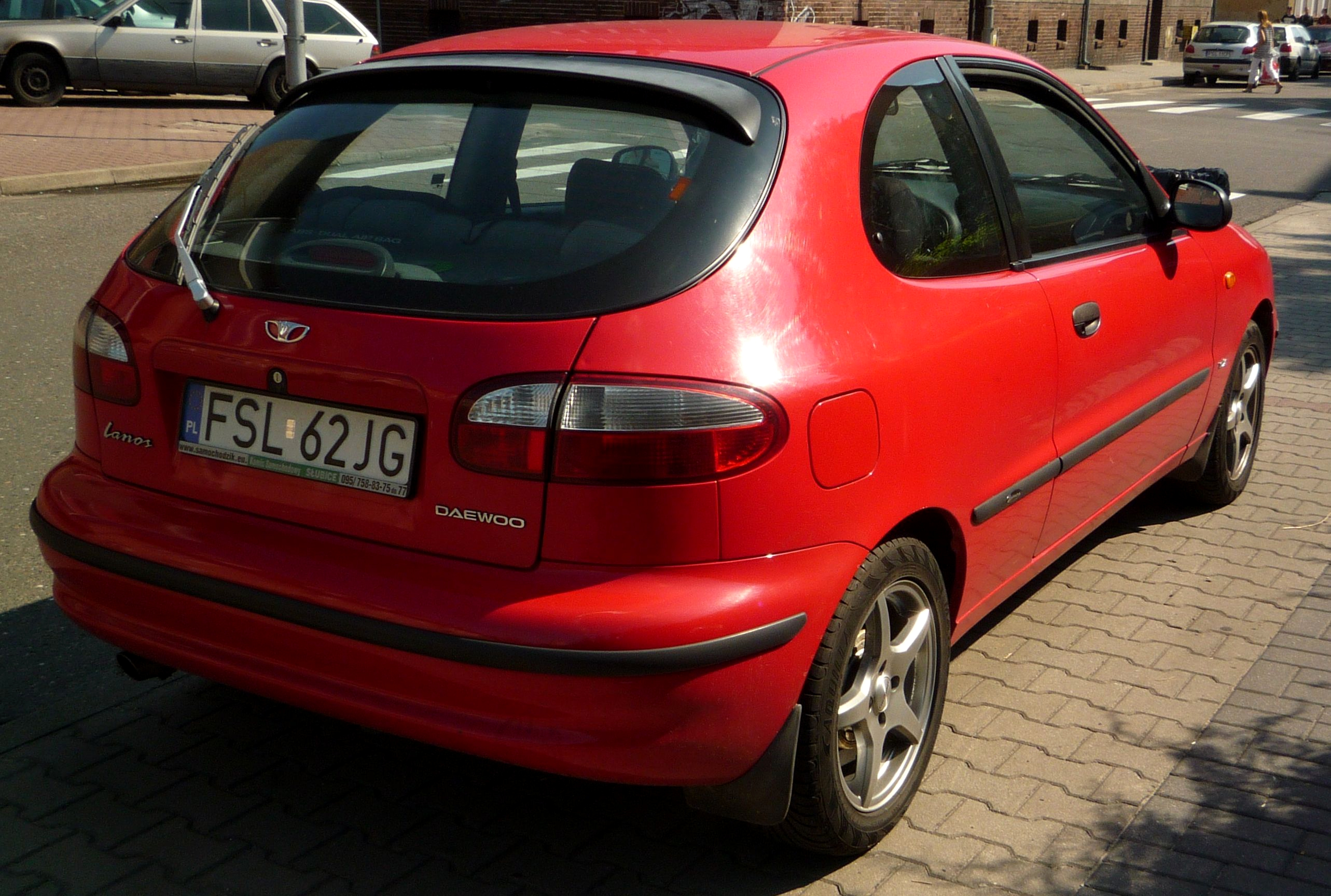
Daewoo Lanos T100 3-дв. хетчбек (1997—2000)
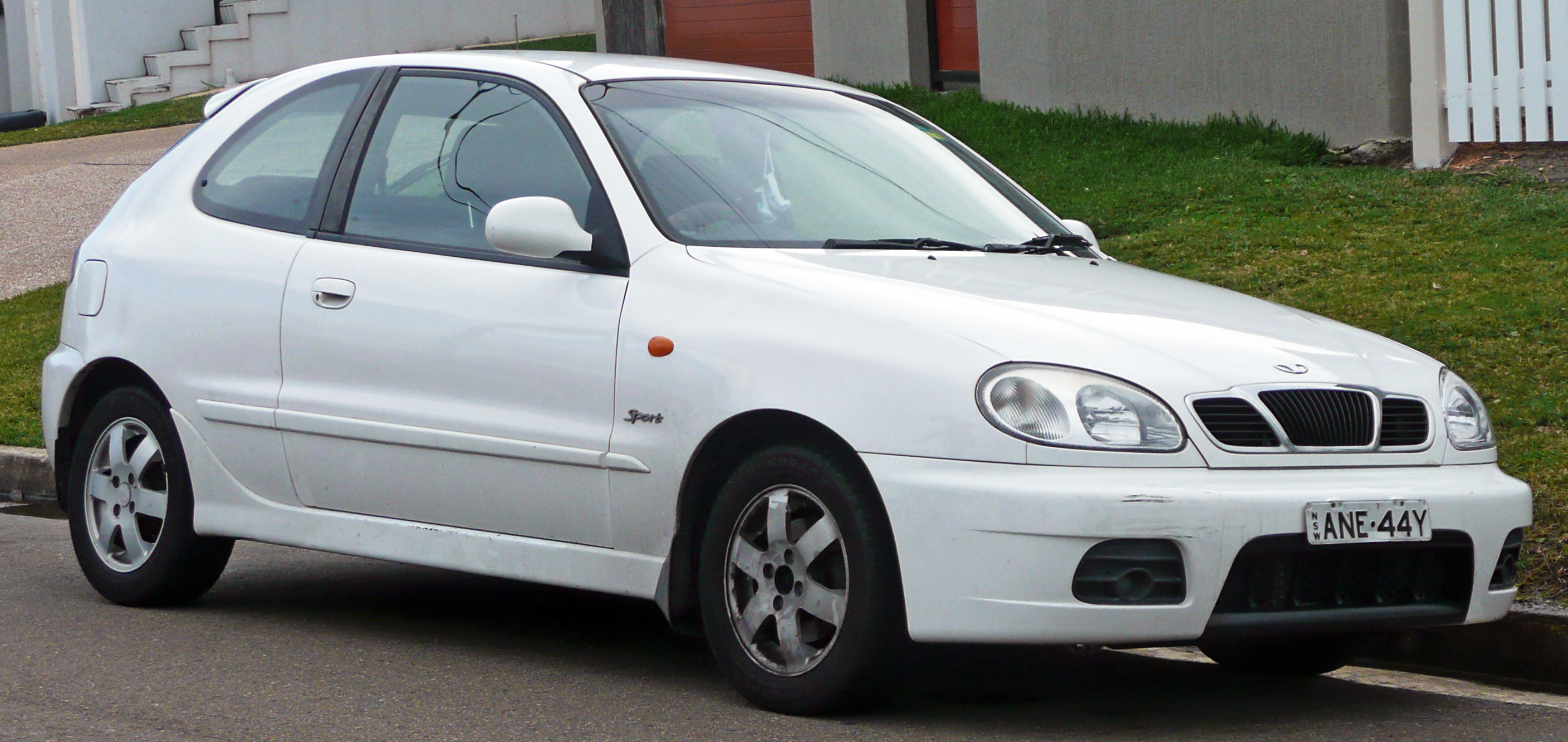
Daewoo Lanos T150 Sport (2000—2002)
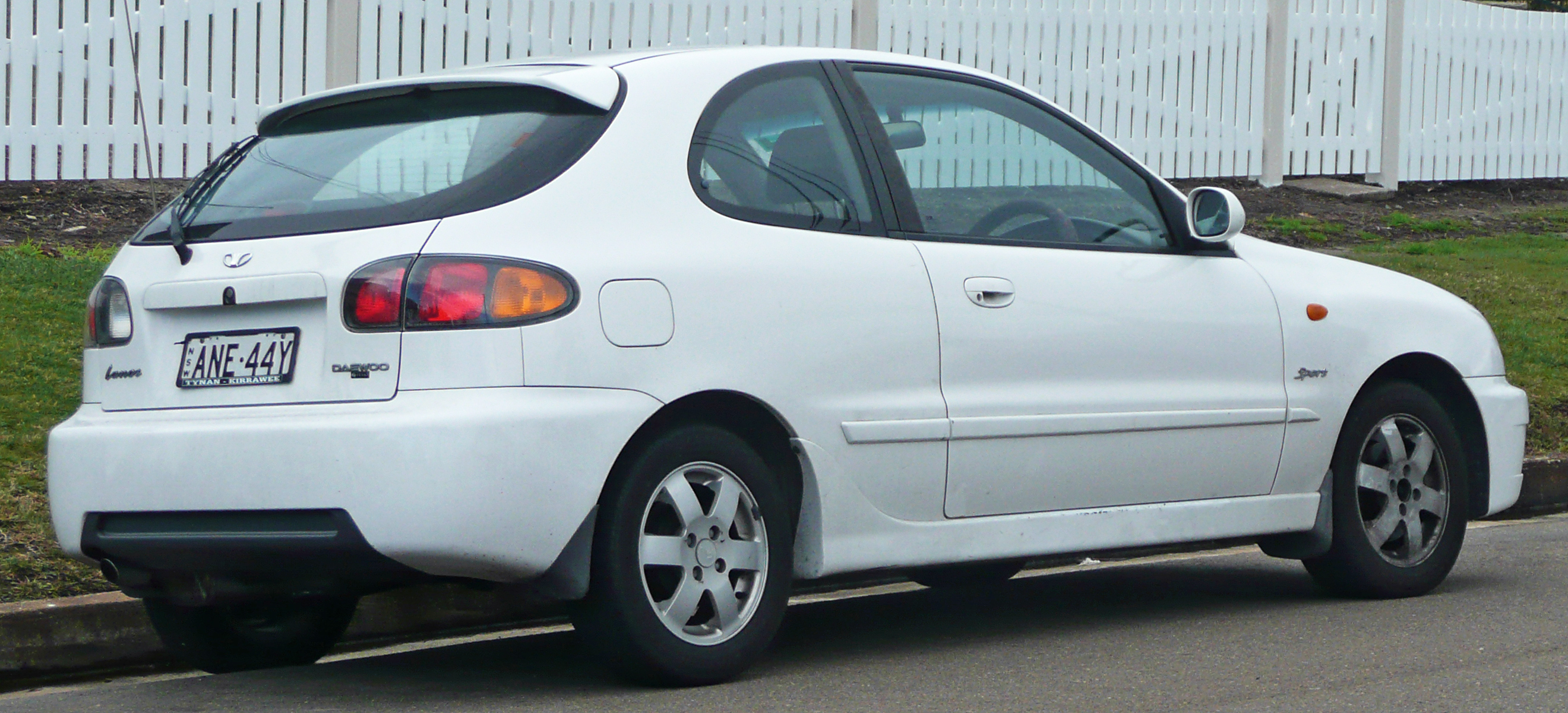
Daewoo Lanos T150 Sport (2000—2002)
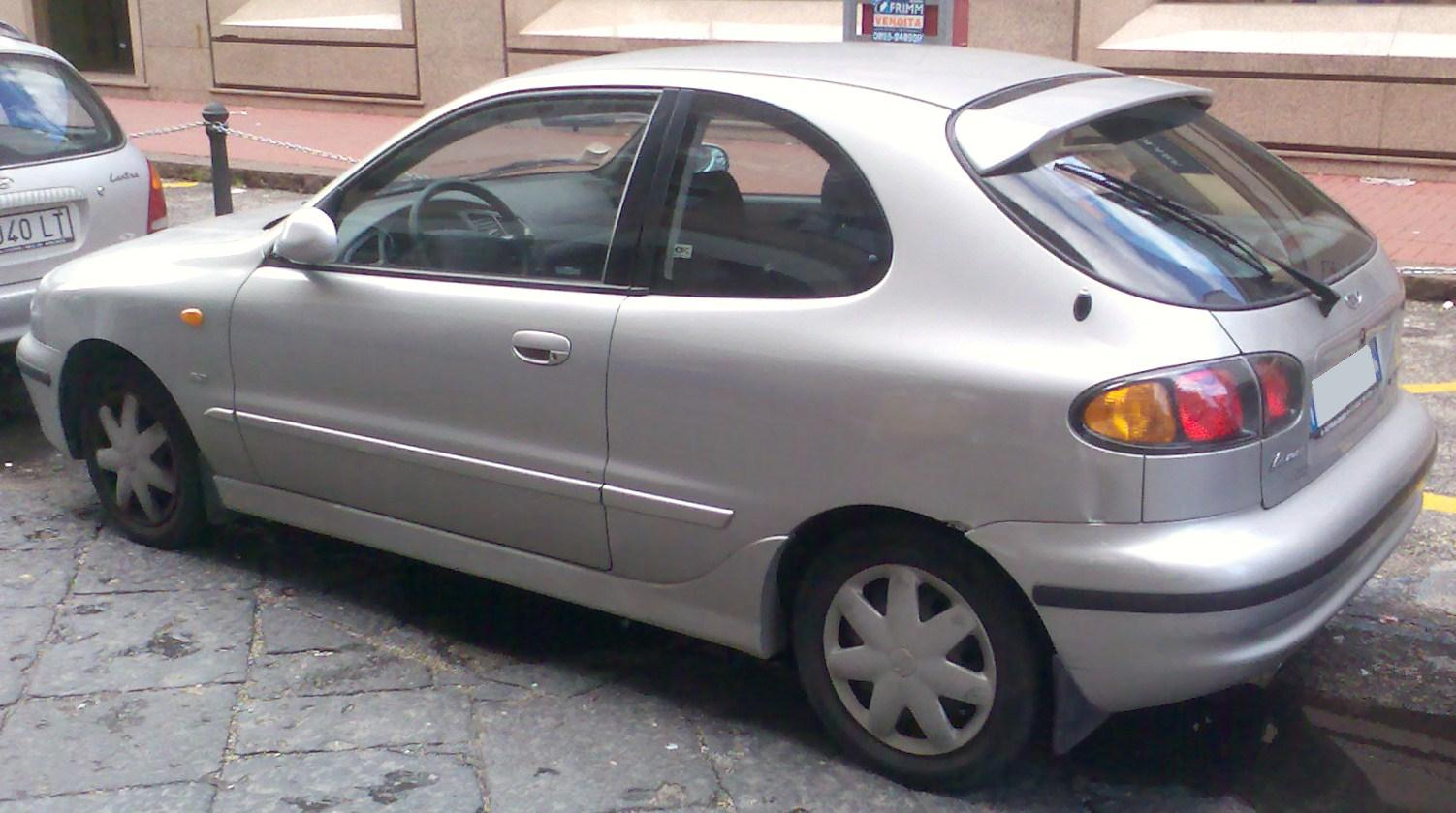
Daewoo T150 Lanos 3-дв. хетчбек (2000—2004)
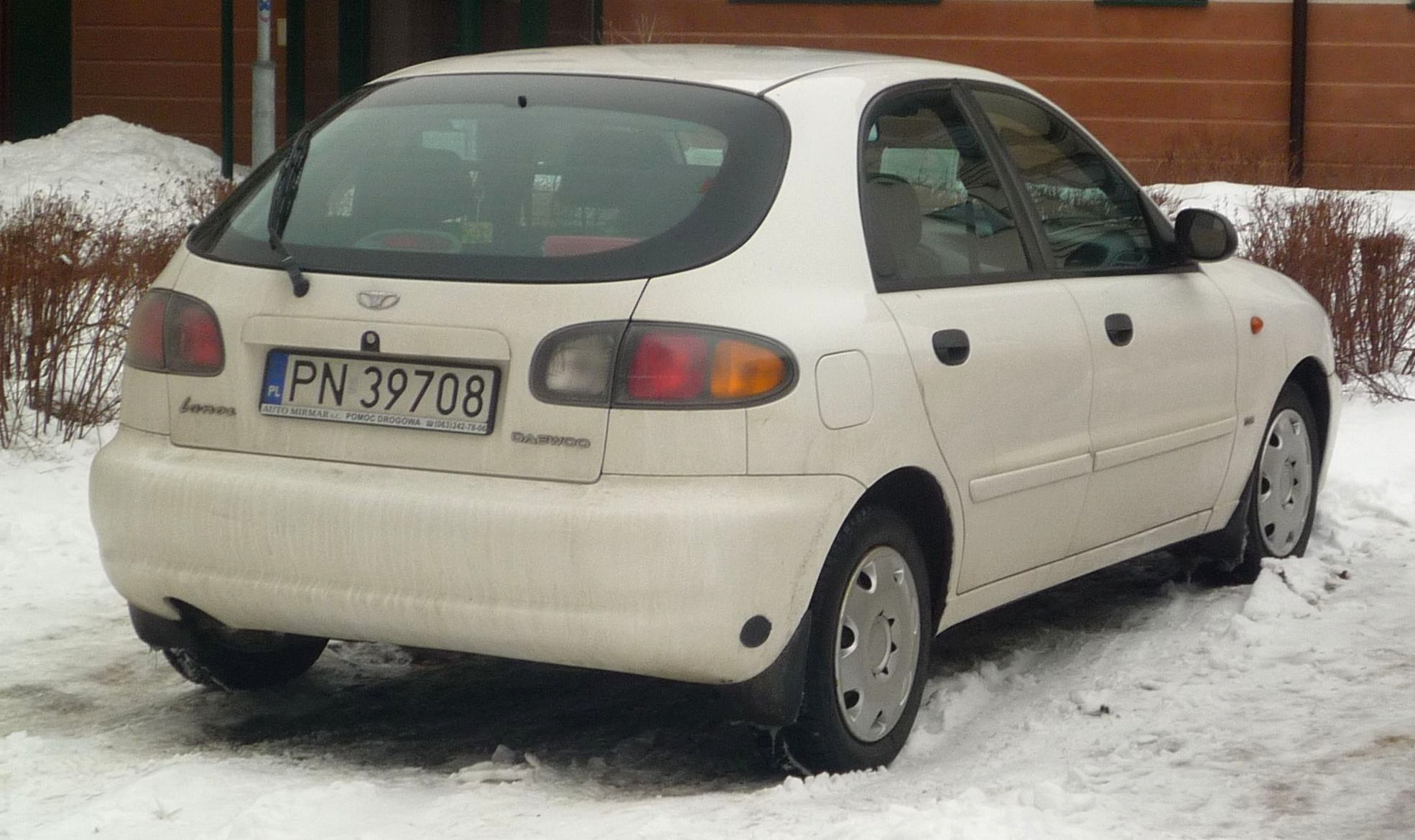
Daewoo Lanos T150 5-дв. хетчбек (з 2000)

## Оцінка автомобіля

### Переваги
До переваг автомобіля відносять енергоємну підвіску, невисоку ціну на новий автомобіль, просту і надійну конструкцію, досить просторий для класу С салон, непогану якість матеріалів, хороший баланс ціни і якості, завдяки чому автомобіль широко використовується в таксі.

### Недоліки
Серед недоліків автомобіля найчастіше називають підвищену витрату палива в міському циклі та маленький кліренс.

### Доступність запчастин
Купити запчастини для автомобілів Lanos або Sens на території України особливих труднощів не складе, тому що модель має тривалу історію (при цьому автомобіль практично не змінювався), виготовляється в нашій державі й має широку мережу дилерів. Отже, наприклад, багато запчастин Daewoo Lanos можна використовувати й для ZAZ Sens. Але при цьому, не слід все-таки забувати про деякі відмінності між автомобілями Sens і Lanos, які мають, наприклад, різні двигуни та коробки передач. Також, слід враховувати, що кузовні деталі для седана поширені більше, ніж для хетчбека, оскільки сам автомобіль з кузовом хетчбек є менш поширеним.

### Ціна

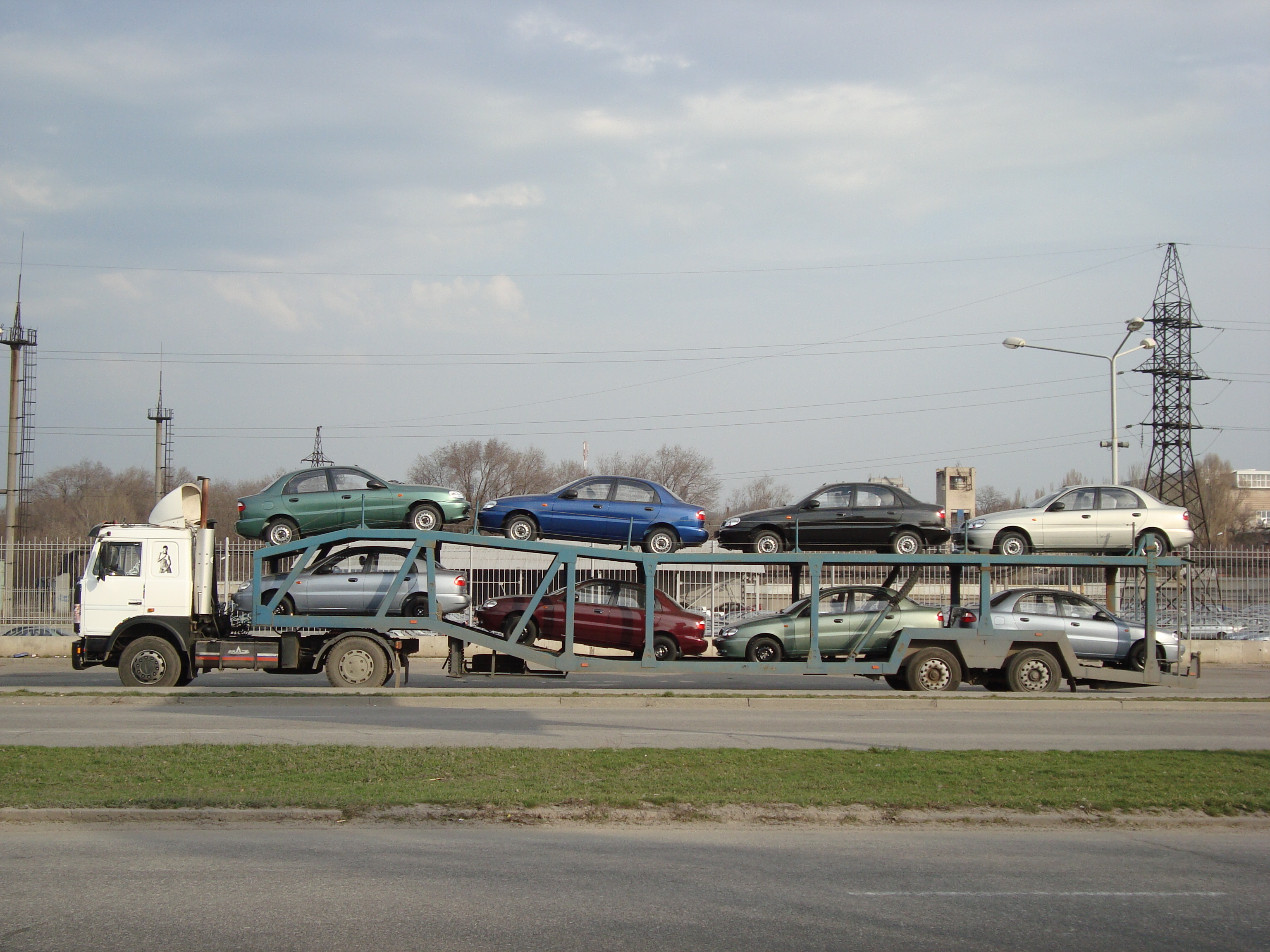
Daewoo Lanos (на автовозі), виробництва «ЗАЗ» («Укравто»)

Ціна в Україні на автомобілі ZAZ Sens станом на січень 2011 року становить 58 400 грн, на ZAZ Lanos становить від 68 000 до 84 640 грн. в залежності від двигуна, комплектації та типу кузова (седан чи хетчбек), ціна на ZAZ Lanos Pick-up становить від 70 880 до 75 680 грн.
У Росії з 1 липня 2009 року автомобіль продається виключно під назвою ZAZ Chance в 12 різних модифікаціях. Ціна залежить від типу кузова, комплектації й об'єму двигуна. Так, станом на 25 січня 2011 року, найдешевшою на російському ринку є модифікація «Седан (1,3 S)», яка коштує 250 000 рублів. А найдорожча — «Хетчбек (1,5 SX)», ціна на яку встановлено в розмірі 354 000 рублів.

## Продажі
Daewoo Lanos в 1997—2002 роках продавався практично по всьому світу. Спочатку автомобіль збирався тільки в Південній Кореї, а пізніше у В'єтнамі — зібрані в цих двох країнах автомобілі призначалися переважно для азійського ринку. Надалі виникла перспектива розширення географії збуту. У компанії Daewoo припускали, що основним ринком збуту стануть країни Східної Європи, для чого було організоване збирання «Ланосів» в Україні, Польщі та Росії. Частина автомобілів експортувалася в Західну Європу, а також до Австралії та Північної Америки. Після припинення виробництва, по черзі, спочатку в Росії, потім в Південній Кореї, а у 2008 році й в Польщі, географія збуту сильно скоротилася.
Зараз автомобілі, зібрані в Запоріжжі, продаються на внутрішньому ринку, а також експортуються в Росію, Казахстан, Білорусь, Азербайджан та Сирію, а запасні частини експортуються в ті ж країни й в Єгипет, де модель випускається по сьогодні для африканського ринку.

### В Україні
Модель Daewoo Lanos (ZAZ Lanos/ZAZ Sens) за 2000—2016 роки став найпродаванішим авто в Україні. За цей час було продано 364 000 авто.
| Рік  | Продажі Daewoo Lanos / ZAZ Lanos / ZAZ Sens |
| ---- | ------------------------------------------- |
| 2006 | 44 514                                      |
| 2007 | 61 408                                      |
| 2008 | 56 725                                      |
| 2009 | 8572 (в тому числі Ланос — 5265)            |
| 2010 | 11 655 (в тому числі Ланос — 9460)          |
| 2011 | 16 652 (в тому числі Ланос — 10 490)        |
| 2012 | ? (в тому числі Ланос — 5185)               |
| 2013 | ? (в тому числі Ланос — 4537)               |

### В Росії
Завдяки доступній ціні автомобілі Chevrolet Lanos і ZAZ Chance непогано продаються на російському ринку автомобілів.
| Рік  | Продажі Chevrolet Lanos / ZAZ Chance |
| ---- | ------------------------------------ |
| 2006 | 37 215                               |
| 2007 | 57 902                               |
| 2008 | 49 284                               |
| 2009 | 30 514                               |
| 2010 | 17 541                               |
| 2011 | 20 049                               |
| 2012 | ?                                    |
| 2013 | 1775                                 |